# カソンチェッリ

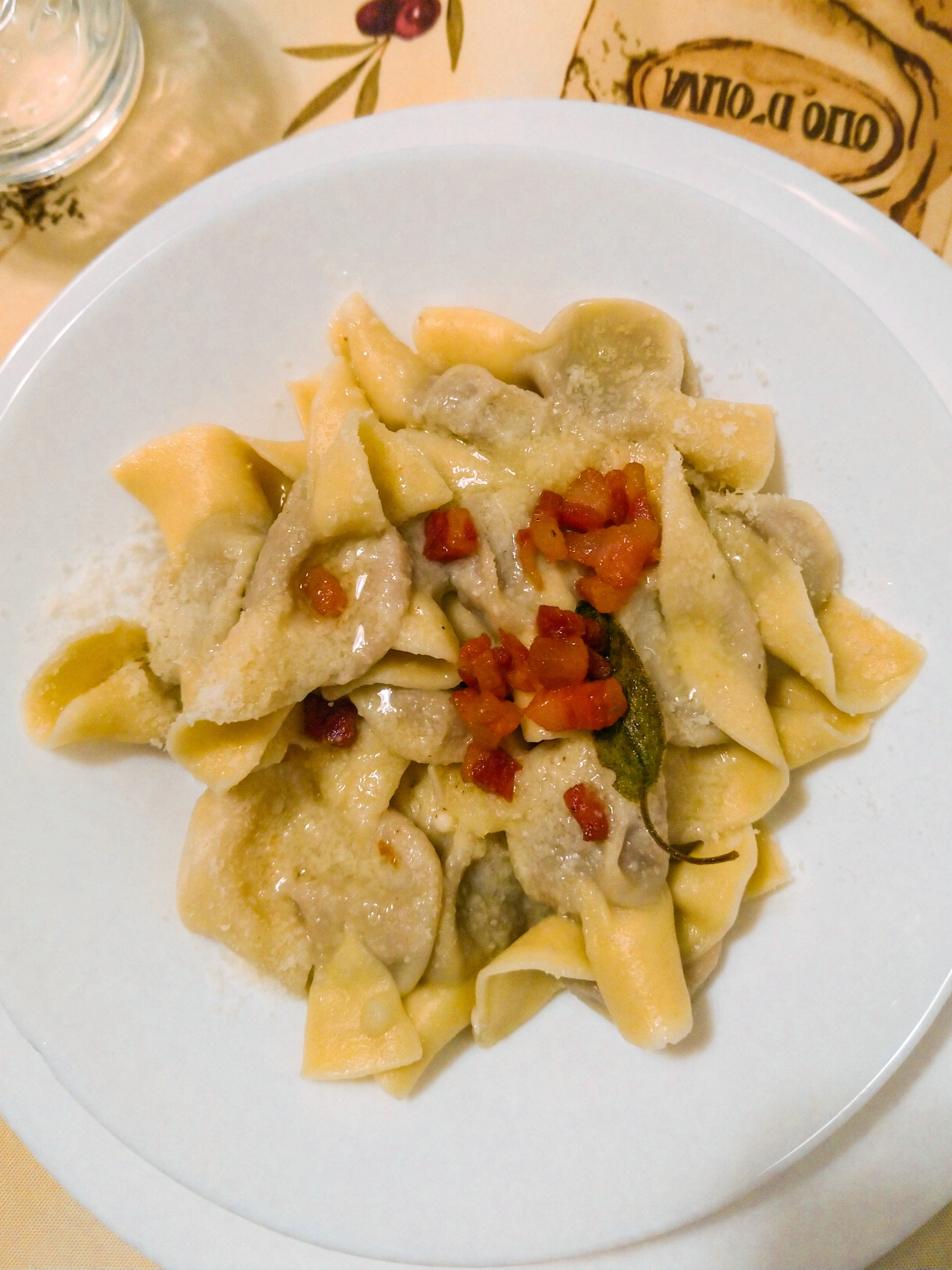
カソンチェッリの例

カソンチェッリ（イタリア語: casoncelli）は、イタリア・ロンバルディア州ベルガモの伝統料理、名物料理。
豚肉、サラミ、野菜、ハーブなどの具材を炒めてミンチにし、小分けにしたものをパスタの生地に乗せて包み、茹でてたものに炒めたベーコンを乗せる。形状は中華料理の餃子にも似る。